# إيوان ميتشل
إيوان روبرت ميتشل (بالإنجليزية Ewan Robert Mitchell) ممثل إنجليزي. اشتهر بأدواره في دراما فترة آي تي في هالسيون (2017)، ودراما العصور الوسطى ذا لاست كينغدوم (2017-2022)، ومسلسل بي بي سي عن الحرب العالمية الثانية (2019–)، ومسلسل إتش بي أو الخيالي آل التنين (2022–). كما ظهر في مسلسل نقطة الاشتعال (2022) وفيلم كلير دينيس حياة في الفضاء(2018).

## النشأة
ميتشل من ديربي، إنجلترا.

## فيلموغرافيا
| علامة الخنجرية | تشير إلى الأعمال التي لم يتم إصدارها بعد |

### الأفلام
| العام    | الفيلم         | الدور                     | الملاحظات |
| -------- | -------------- | ------------------------- | --------- |
| 2015     | الصورة النمطية | سكوت بامفورد              | فيلم قصير |
| 2015     | نار            | جاك                       | فيلم قصير |
| 2017     | فقط تشارلي     | جايسون                    |           |
| 2018     | حياة في الفضاء | إيتوري                    | [ 5 ]     |
| 2019     | أيام السلطة    | ويل                       | فيلم قصير |
| 2019     | مترصد          | بوتشر                     | فيلم قصير |
| سالتبيرن | يُحدد لاحقا     | في الإنتاج                |           |
| مستقر    | كونر           | فيلم قصير؛ ما قبل الإنتاج |           |

### التلفزيون
| العام     | المسلسل         | الدور           | الملاحظات                        |
| --------- | --------------- | --------------- | -------------------------------- |
| 2017      | هالسيون         | بيلي تايلور     | دور رئيسي                        |
| 2017      | غرنتتشستر       | إبراهيم         | 1 الحلقة                         |
| 2017      | الأطباء         | جينين           | 1 الحلقة (غداء مجاني)            |
| 2017–2022 | ذا لاست كينغدوم | أوزفيرث         | دور رئيسي (المواسم 2–5)؛ 28 حلقة |
| 2019–الآن | العالم يحترق    | توم بينيت       | دور رئيسي؛ 6 حلقات               |
| 2022–الآن | نقطة الاشتعال   | بيلي واشنطن     | 3 حلقات                          |
| 2022–الآن | آل التنين       | إيموند تارجارين | دور رئيسي؛ 3 حلقات               |

## وصلات خارجية
- إيوان ميتشل على موقع IMDb (الإنجليزية)
- إيوان ميتشل على موقع روتن توميتوز (الإنجليزية)
- إيوان ميتشل على موقع ألو سيني (الفرنسية)
- إيوان ميتشل على موقع أول موفي (الإنجليزية)
- إيوان ميتشل على موقع قاعدة بيانات الفيلم (الإنجليزية)
- إيوان ميتشل في قاعدة بيانات الأفلام على الإنترنت (بالإنجليزية)
- إيوان ميتشل في موقع الطماطم الفاسدة (بالإنجليزية)
- إيوان ميتشل على Independent Talent (بالإنجليزية)